# Apeadero de Chança
El Apeadero de Chança es una estación ferroviaria desactivada de la Línea del Este, que servía a la localidad de Chancelaria, en el Distrito de Portalegre, en Portugal.

## Historia
Esta plataforma se encuentra en el tramo entre Abrantes y Crato de la Línea del Este, que fue abierto por la Compañía Real de los Caminhos de Ferro Portugueses el 6 de marzo de 1866.

### Conexión prevista a la Línea de Évora
Cuando se comenzó a estudiar la continuación de la Línea de Évora hasta la Línea del Este, en el siglo XIX, uno de los trazados propuestos uniría Estremoz a Chança, o a Ponte de Sor; una comisión técnica, reunida en 1898, prefirió que el punto de enlace fuese en Ponte de Sor, debiendo la línea pasar por Arraiolos.